# Космовская, Барбара
Барбара Космовская (пол. Barbara Kosmowska; род. 24 января 1958, Бытув, Поморское воеводство) — польская писательница, родилась 24 января 1958 в Бытуве.

## Биография
Окончила Гданьский университет. Работала учительницей польского языка. В 1999 защитила кандидатскую диссертацию на тему «Между детством и взрослой жизнью. О романах Софии Урбановской». Работа касалась польской литературы периода позитивизма и была отмечена дипломом «Summa cum laudе» (за лучшую работу).
Сейчас работает в должности доцента кафедры истории литературы романтизма и позитивизма в Поморской академии в городе Слупск. Её научные интересы — это прежде всего литература позитивизма и детская и молодёжная литература. Сотрудничает с журналом «Гулливер», посвящённым этой проблематике. Депутат городского совета в городе Бытув.

## Творчество
Литературный дебют пришёлся на годы учёбы в лицее (70-е годы XX века). В 80-е получила многочисленные премии на поэтических конкурсах. В 2000 году выпущен первый роман «Голодная кошка». В 2001 вышел роман «Частная территория», в 2002 «Провинция», «Гобелен» и «Буба». В 2003 «Вверх по реке», в 2004 «Голубой автобус», в 2005 — книга «Myślinki». Автор романов «Пушка» и «Буба: мёртвый сезон».